# Spacetoon
Spacetoon — арабський телеканал, який спеціалізується на анімаційних та дитячих програмах. Він почав мовлення в березні 2000 року зі штаб-квартирою в Дамаску і Дубаї.
Компанія Spacetoon мала три нині неіснуючі канали в арабському світі, крім головного все ще існуючого каналу Spacetoon: Space Power TV, Spacetoon Radio і Spacetoon English.
Головний індонезійський канал розпочав трансляцію 23 березня 2005 року в Джакарті, пізніше став NET. і його трансляція залишається на супутниковому телебаченні. В даний час в Індонезії діють три канали Spacetoon, Spacetoon, Space Shopping і Spacetoon Plus. В Індії Spacetoon India існує як ліцензійна компанія, але не як окремий телеканал. У Південній Кореї Spacetoon було запущено в 2005 році, але з тих пір закрито

## Історія

### Арабський світ
У 1999 р. Корпорація радіо і телебачення Бахрейна офіційно підписала угоду про трансляцію каналу дитячого мультфільму. 27 березня 2000 року офіційно розпочався «Спейтон», але як шестигодинний блок. Вона залишалася протягом двох років, до січня 2002 року, коли контракт закінчився, згідно з заявою, виданою Міністерством. Пізніше Spacetoon був заснований як незалежний канал.

### Україна
У 2009 році група супутникових дитячих каналів "SpaceToon" оголосила, що "SpaceToon Малятко" є новим членом дитячих супутникових каналів. "Spacetoon Malaytko - це безкоштовний супутниковий канал на грецькому супутнику Hellas Sat, і це перший дитячий канал українською мовою." Пан Файез Вайс, президент каналів SpaceToon, сказав: „Запуск цього каналу є частиною планів групи щодо розширення своєї присутності у всьому світі. Spacetoon зареєстровано як організацію, спрямовану на освіту та розвагу, і ми прагнемо заохочувати освітні та етичні цінності для дітей у всьому світі. Основною мотивацією нашої експансії в Україну став великий успіх, досягнутий арабською та англійською мовою для арабської аудиторії та франшизними каналами Spacetoon India та Korea." Зі свого боку, Володимир Кметик, український партнер телеканалу, сказав: "Основною причиною придбання франшизи каналів SpaceToon та запуску SpaceToon Малятко є копіювання успішного досвіду цієї мережі каналів у поєднанні розваг, освіти та просування етичних цінностей у рамках розваг. Ось нарешті ми запустили перший україномовний дитячий канал" SpaceToon Малятко розпочав своє тестове мовлення 31 грудня 2009 року о 0:00 за українським часом.